# Aldebaraner
Aldebaraner sind nach einer ufologischen Verschwörungstheorie und in Science-Fiction-Werken die Bewohner eines Planeten im Sonnensystem des Sterns Aldebaran.

## Verschwörungstheorie
Der Verschwörungstheoretiker Jan Udo Holey (* 1967) behauptete in seinem 1997 unter Pseudonym erschienenen Buch Unternehmen Aldebaran. Kontakte mit Menschen aus einem anderen Sonnensystem. Die sensationellen Erlebnisse der Familie Feistle, Aldebaraner wären vor etwa 735.000 Jahren auf die Erde gekommen. Durch Geschlechtsverkehr mit den Bewohnern seien unterschiedliche menschliche Rassen entstanden. Später hätten die Aldebaraner auf der Suche nach anderen Planeten die Erde wieder verlassen. Das habe zu Krieg und Zerstörung auf der Erde geführt. Um das „Vermurkste“ wieder auszubessern, hätten die Aldebaraner wieder Kontakt mit den Menschen gesucht und dabei die Deutschen ausgewählt, da von ihnen viele Entdeckungen und Errungenschaften ausgegangen seien. In den 1930er und 40er Jahren hätten sie Kontakt mit Esoterikern aufgenommen und ihr Geheimwissen weitergegeben. So seien die Reichsflugscheiben und sonstige Wunderwaffen der Nationalsozialisten entstanden, für deren reale Existenz es jedoch keinerlei Belege gibt.
Der Verschwörungstheoretiker der rechtsextrem-esoterischen Szene Axel Stoll (1948–2014) beschäftigte sich ebenfalls mit den Aldebaranern. Seiner Vermutung nach stammen die Arier von ihnen ab und sollen über die Erde, einen Strafplaneten, herrschen. Im Deutschen Reich soll es die Vril-Gesellschaft gegeben haben, die „transmediale Kontakte“ zum Aldebaran gehabt haben soll. Dabei sollen lange Haare einer Frau als Sendeanlage und Empfangsgerät gedient haben.
Norbert Schittke (* 1942), der sich „Reichskanzler“ der Reichsbürgergruppe Exilregierung Deutsches Reich nennt, glaubt ebenfalls an die Existenz von Aldebaranern auf der Erde. Sie wollten sich immer mit dem „stärksten und besten ausgebildeten Führungsland hier auf der Erde“ zusammentun. Zufälligerweise sei das damals Adolf Hitler gewesen, dann hätten sie die Flugscheiben gebaut und seien damit nach Aldebaran geflogen. Auf der Erde seien sie mit einem Diplomatenpass ausgestattet gewesen.

## Science-Fiction
In zahlreichen Werken der Science-Fiction spielt Aldebaran eine Rolle. Beispielsweise erzählt der polnische Autor Stanisław Lem (1921–2006) in seiner Kurzgeschichte Invasion vom Aldebaran von einem missglückten Versuch zweier Bewohner des Aldebaran, die Erde zu kolonialisieren. Auch in mehreren Episoden der Fernsehserien Star Trek/Raumschiff Enterprise spielt Aldebaran eine Rolle. Die achtbändige Buchreihe Aldebaran von dem Military-Science-Fiction-Autor Heinrich von Stahl befasst sich mit einem galaktischen Reich, welches gegen eine intelligente Reptilienspezies ankämpfen muss und im weiteren Verlauf die Erde wiederentdeckt.

## Wissenschaftliche Einordnungen
Der Soziologe und Politikwissenschaftler Armin Pfahl-Traughber sieht in den Behauptungen über Aldebaraner auf der Erde und verwandten Verschwörungstheorien Holeys den Versuch einer „moralisch-politische[n] Entlastung des historischen Nationalsozialismus“. Das Buch habe einen „nationalistisch wertenden Charakter“, da die Deutschen als „ausgewählte und hochwertige Gruppe“ beschrieben werden.
In einer alpha-Centauri-Folge ging Harald Lesch auf die Möglichkeiten von außerirdischem Leben in der Lebenszone ein. Bezogen auf Aldebaran kam er zum Schluss „mit dem Leben von Aldebaran wird es nichts werden.“